# جام ملت‌های آسیا ۲۰۱۹
جام ملت‌های آسیا ۲۰۱۹ هفدهمین دورهٔ جام ملت‌های آسیا است که به میزبانی کشور امارات از تاریخ ۵ ژانویه - ۱فوریه ۲۰۱۹ برگزار شد. تیم ملی استرالیا با قهرمانی در دوره گذشته رقابت ها مدافع عنوان قهرمانی بود.

در این دوره از رقابت هاتعداد تیم‌های شرکت‌کننده در مرحلهٔ پایانی مسابقات از سال ۲۰۱۹ از ۱۶ تیم به ۲۴ تیم افزایش یافت. همچنین دوره مقدماتی این مسابقات با دوره مقدماتی جام‌جهانی ۲۰۱۸ روسیه ادغام شده بود. همچنین کشور امارات متحده عربی برای دومین بار بعد از جام ملت‌های آسیا ۱۹۹۶ میزبان این رقابت‌ها شد.

## ویژگی های جدید

جام جدید جام ملت‌های آسیا در سال ۲۰۱۹

- در سال ۲۰۱۹ برای اولین بار در تاریخ جام ملت‌های آسیا دیدار رده‌بندی انجام نشد.
- همچنین در این دوره برای نخستین بار از کمک داور ویدئویی (وی‌ای‌آر) و نیز کمک داوران کنار دروازه استفاده گردید.

فناوری کمک داور ویدئویی

## انتخاب میزبان
در تاریخ ۱۲ مارس ۲۰۱۳ کمیته مسابقات کنفدراسیون رسماً تأیید کرد که ۱۱ کشور برای میزبانی این رقابت‌ها ابراز تمایل کرده‌اند. ایران، عمان، عربستان‌سعودی، تایلند ،لبنان، چین، بحرین، مالزی، میانمار و امارات متحده عربی.
- کشورهای لبنان، چین، بحرین، مالزی، میانمار، عمان و عربستان‌سعودی پیش از اتمام مهلت ارسال مدارک و مستندات انصراف دادند.[۴]
- کنفدراسیون فوتبال آسیا ۱۸ اسفند ماه ۱۳۹۳ پس از بررسی امکانات ورزشی کشورهای ایران و امارات متحده عربی، کشور امارات متحده عربی را به عنوان میزبان این دوره از بازی‌ها معرفی نمود.[۵]

## مراحل مقدماتی و تیم‌های راه‌یافته
- ۴۶ تیم در مرحله انتخابی شرکت کردند.

بازی‌های مقدماتی جام ملت‌های آسیا ۲۰۱۹ برای اولین بار با بازی‌های جام‌جهانی ادغام شدند. به این ترتیب ۱۲ تیمی که در پایان مرحله دوم مقدماتی جام جهانی ۲۰۱۸ به مرحله سوم صعود می‌کردند، علاوه بر صعود به مرحله بعد به‌طور مستقیم در مسابقات نهایی جام ملت‌های آسیا ۲۰۱۹ نیز صعود کرده و سایر تیم‌ها که از صعود به جام جهانی بازماندند برای ۱۲ سهمیه باقی مانده جام ملت‌ها در شش گروه چهار تیمی به رقابت پرداختند و در نهایت تیم‌های اول و دوم هر گروه به مسابقات نهایی راه پیدا کردند.

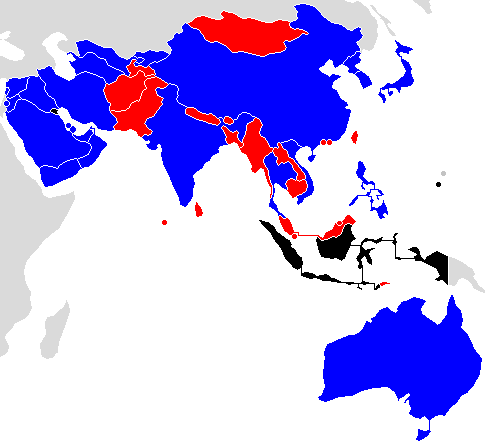
تیم‌های راه‌یافته به مسابقات
تیم‌هایی که هنوز شانس صعود دارند
تیم‌هایی که از صعود بازماندند
تیم‌هایی که از ابتدای مسابقات شرکت نکرند
کشورهایی که عضوafc نیستند

### تیم‌های راه‌یافته
تیم‌های زیر به این تورنمنت صعود کردند:
| تیم               | نحوه صعود                 | تاریخ صعود     | تعداد حضور | آخرین حضور | بهترین حضور در گذشته                       |
| ----------------- | ------------------------- | -------------- | ---------- | ---------- | ------------------------------------------ |
| امارات متحدهٔ عربی | میزبان                    | ۹ مارس ۲۰۱۵    | ۱۰         | ۲۰۱۵       | نایب قهرمان (۱۹۹۶)                         |
| قطر               | تیم اول گروه C، مرحله دوم | ۱۷ نوامبر ۲۰۱۵ | ۱۰         | ۲۰۱۵       | یک چهارم نهایی (۲۰۰۰,۲۰۱۱)                 |
| کرهٔ جنوبی         | تیم اول گروه G، مرحله دوم | ۱۳ ژانویه ۲۰۱۶ | ۱۴         | ۲۰۱۵       | قهرمان (۱۹۵۶,۱۹۶۰)                         |
| ژاپن              | تیم اول گروه E، مرحله دوم | ۲۴ مارس ۲۰۱۶   | ۹          | ۲۰۱۵       | قهرمان (۱۹۹۲، ۲۰۰۰، ۲۰۰۴، ۲۰۱۱)            |
| تایلند            | تیم اول گروه F، مرحله دوم | ۲۴ مارس ۲۰۱۶   | ۷          | ۲۰۰۷       | مقام سوم (۱۹۷۲)                            |
| عربستان سعودی     | تیم اول گروه A، مرحله دوم | ۲۴ مارس ۲۰۱۶   | ۱۰         | ۲۰۱۵       | قهرمان (۱۹۸۴، ۱۹۸۸، ۱۹۹۶)                  |
| استرالیا          | تیم اول گروه B، مرحله دوم | ۲۹ مارس ۲۰۱۶   | ۴          | ۲۰۱۵       | قهرمان (۲۰۱۵)                              |
| ازبکستان          | تیم اول گروه H، مرحله دوم | ۲۹ مارس ۲۰۱۶   | ۷          | ۲۰۱۵       | مقام چهارم (۲۰۱۱)                          |
| ایران             | تیم اول گروه D، مرحله دوم | ۲۹ مارس ۲۰۱۶   | ۱۴         | ۲۰۱۵       | قهرمان (۱۹۶۸، ۱۹۷۲، ۱۹۷۶)                  |
| سوریه             | تیم دوم گروه E، مرحله دوم | ۲۹ مارس ۲۰۱۶   | ۶          | ۲۰۱۱       | مرحله گروهی (۱۹۸۰، ۱۹۸۴، ۱۹۸۸، ۱۹۹۶، ۲۰۱۱) |
| عراق              | تیم دوم گروه F، مرحله دوم | ۲۹ مارس ۲۰۱۶   | ۹          | ۲۰۱۵       | قهرمان (۲۰۰۷)                              |
| چین               | تیم دوم گروه C، مرحله دوم | ۲۹ مارس ۲۰۱۶   | ۱۲         | ۲۰۱۵       | نایب قهرمان (۱۹۸۴، ۲۰۰۴)                   |
| فلسطین            | تیم اول گروه D، مرحله سوم | ۱۰ اکتبر ۲۰۱۷  | ۲          | ۲۰۱۵       | مرحله گروهی (۲۰۱۵)                         |
| عمان              | تیم دوم گروه D، مرحله سوم | ۱۰ اکتبر ۲۰۱۷  | ۴          | ۲۰۱۵       | مرحله گروهی (۲۰۰۴، ۲۰۰۷، ۲۰۱۵)             |
| هند               | تیم اول گروه A، مرحله سوم | ۱۱ اکتبر ۲۰۱۷  | ۴          | ۲۰۱۱       | نایب قهرمان (۱۹۶۴)                         |
| لبنان             | تیم اول گروه B، مرحله سوم | ۱۱ اکتبر ۲۰۱۷  | ۲          | ۲۰۰۰       | مرحله گروهی (۲۰۰۰)                         |
| ترکمنستان         | تیم دوم گروه E،مرحله سوم  | ۱۴ نوامبر ۲۰۱۷ | ۲          | ۲۰۰۴       | مرحله گروهی (۲۰۰۴)                         |
| اردن              | تیم اول گروه C، مرحله سوم | ۱۴ نوامبر ۲۰۱۷ | ۴          | ۲۰۱۵       | یک چهارم نهایی (۲۰۰۴، ۲۰۱۱)                |
| بحرین             | تیم اول گروه E، مرحله سوم | ۱۴ نوامبر ۲۰۱۷ | ۶          | ۲۰۱۵       | مقام چهارم (۲۰۰۴)                          |
| ویتنام            | تیم دوم گروه C، مرحله سوم | ۱۴ نوامبر ۲۰۱۷ | ۴          | ۲۰۰۷       | مقام چهارم (۱۹۵۶، ۱۹۶۰)                    |
| قرقیزستان         | تیم دوم گروه A، مرحله سوم | ۲۲ مارس ۲۰۱۸   | ۱          | اولین حضور | بدون حضور                                  |
| کرهٔ شمالی         | تیم دوم گروه B، مرحله سوم | ۲۷ مارس ۲۰۱۸   | ۵          | ۲۰۱۵       | مقام چهارم (۱۹۸۰)                          |
| فیلیپین           | تیم اول گروه F، مرحله سوم | ۲۷ مارس ۲۰۱۸   | ۱          | اولین حضور | بدون حضور                                  |
| یمن               | تیم دوم گروه F، مرحله سوم | ۲۷ مارس ۲۰۱۸   | ۱          | اولین حضور | بدون حضور                                  |

## ورزشگاه‌ها
هشت ورزشگاه ورزشگاه اسپورت سیتی زاید، ورزشگاه محمد بن زاید و ورزشگاه آل نهیان در ابوظبی، ورزشگاه هزاع بن زاید و ورزشگاه بین‌المللی شیخ خلیفه در العین، ورزشگاه آل مکتوم و ورزشگاه مکتوم بن راشد آل مکتوم در دوبی، و ورزشگاه الشارجه در شارجه. رقابت‌ها را میزبانی کردند
هم بازی افتتاحیه و هم فینال بازی‌ها در ورزشگاه اسپورت سیتی زاید در ابوظبی برگزار شد.
| ابوظبی                         | ابوظبی                | ابوظبی                 |
| ------------------------------ | --------------------- | ---------------------- |
| ورزشگاه اسپورت سیتی زاید       | ورزشگاه محمد بن زاید  | ورزشگاه آل نهیان       |
| گنجایش:۴۵٬۰۰۰ (گسترش)          | گنجایش: ۳۷٬۵۰۰        | گنجایش: ۱۲٬۰۰۰ (گسترش) |
|                                |                       |                        |
| دبی                            | ابوظبیشارجهدبیالعین · | ابوظبیشارجهدبیالعین ·  |
| ورزشگاه مکتوم بن راشد آل مکتوم | ابوظبیشارجهدبیالعین · | ابوظبیشارجهدبیالعین ·  |
| گنجایش:۱۲٬۰۰۰ (گسترش)          | ابوظبیشارجهدبیالعین · | ابوظبیشارجهدبیالعین ·  |
|                                | ابوظبیشارجهدبیالعین · | ابوظبیشارجهدبیالعین ·  |
| دبی                            | ابوظبیشارجهدبیالعین · | ابوظبیشارجهدبیالعین ·  |
| ورزشگاه آل مکتوم               | ابوظبیشارجهدبیالعین · | ابوظبیشارجهدبیالعین ·  |
| گنجایش:۱۵٬۰۰۰                  | ابوظبیشارجهدبیالعین · | ابوظبیشارجهدبیالعین ·  |
|                                | ابوظبیشارجهدبیالعین · | ابوظبیشارجهدبیالعین ·  |
| العین                          | العین                 | شارجه                  |
| ورزشگاه هزاع بن زاید           | ورزشگاه خلیفه بن زاید | ورزشگاه الشارجه        |
| گنجایش: ۲۴٬۰۰۰                 | گنجایش: ۱۲٬۰۰۰        | گنجایش: ۱۲٬۰۰۰         |
|                                |                       |                        |

## سیدبندی
قرعه کشی پایانی این دوره از رقابت‌ها در تاریخ ۱۴ اردیبهشت ۹۷ در برج خلیفه شهر دبی با حضور ۲۴ تیم در چهار گلدان شش تیمی برگزار شد.
| سید ۱ | سید ۲                                                                        | سید ۳                                                                           | سید ۴                                                                                    |
| --- | ---------------------------------------------------------------------------- | ------------------------------------------------------------------------------- | ---------------------------------------------------------------------------------------- |
| امارات متحدهٔ عربی (۸۱) (میزبان) · ایران (۲۹) · استرالیا (۴۰) · ژاپن (۶۰) · کرهٔ جنوبی (۶۱) · عربستان سعودی (۷۰) | چین (۷۳) · سوریه (۷۶) · ازبکستان (۸۸) · عراق (۸۸) · قطر (۱۰۱) · تایلند (۱۲۲) | قرقیزستان (۷۵) · لبنان (۷۹) · فلسطین (۸۳) · عمان (۸۷) · هند (۹۷) · ویتنام (۱۰۳) | کرهٔ شمالی (۱۱۲) · فیلیپین (۱۱۳) · بحرین (۱۱۶) · اردن (۱۱۷) · یمن (۱۲۵) · ترکمنستان (۱۲۹) |

### گروه‌بندی
تیم‌ها بر پایۀ قرعه‌کشی در گروه‌های A تا F قرار گرفتند. برخلاف سیدبندی یورو ۲۰۱۶ تیم‌های هر سید بر اساس سیدی که هستند در همان جایگاه در گروه قرار می‌گیرند. برای مثال تیم سید ۱ در A۱ قرار می‌گیرد.
نتایج قرعه‌کشی در گروه‌های زیر مشاهده می‌شود:
| جای | تیم               |
| --- | ----------------- |
| A۱  | امارات متحدهٔ عربی |
| A۲  | تایلند            |
| A۳  | هند               |
| A۴  | بحرین             |

| جای | تیم      |
| --- | -------- |
| B۱  | استرالیا |
| B۲  | سوریه    |
| B۳  | فلسطین   |
| B۴  | اردن     |

| جای | تیم       |
| --- | --------- |
| C۱  | کرهٔ جنوبی |
| C۲  | چین       |
| C۳  | قرقیزستان |
| C۴  | فیلیپین   |

| جای | تیم    |
| --- | ------ |
| D۱  | ایران  |
| D۲  | عراق   |
| D۳  | ویتنام |
| D۴  | یمن    |

| جای | تیم           |
| --- | ------------- |
| E۱  | عربستان سعودی |
| E۲  | قطر           |
| E۳  | لبنان         |
| E۴  | کرهٔ شمالی     |

| جای | تیم       |
| --- | --------- |
| F۱  | ژاپن      |
| F۲  | ازبکستان  |
| F۳  | عمان      |
| F۴  | ترکمنستان |

## بازیکن‌ها
هر تیم راه‌یافته به این مسابقات می‌توانست حداقل ۱۸ و حداکثر ۲۳ بازیکن را به این دوره از بازی‌ها دعوت کند؛ البته در صورتی که حداقل ۳ نفر از بازیکنان دعوت شده دروازه‌بان باشند.

## داورهای مسابقات
در ۵ دسامبر ۲۰۱۸، کمیته مسابقات فدراسیون لیست ۳۰ داور، ۳۰ کمک-داور، ۲داور رزرو و ۲ کمک-داور رزرو، که متشکل از یک داور و دو کمک‌داور از کونکاف بود را اعلام کرد. سیستم کمک داور ویدیویی نیز از مرحله یک‌چهارم پایانی استفاده شد.
| کشور              | داور                                           | کمک داورها                         | داور رزرو  | کمک داور رزرو |
| ----------------- | ---------------------------------------------- | ---------------------------------- | ---------- | ------------- |
| استرالیا          | کریس بیس، پیتر گرین                            | متیو کریم، آنتون شچتینین           |            |               |
| ایران             | علیرضا فغانی                                   | رضا سخندان، محمدرضا منصوری         |            |               |
| بحرین             | نواف شکرالله                                   | محمد سلمان، یاسر تولفت             |            |               |
| چین               | فو مینگ، ما نینگ                               | کائو یی، هیو ویمینگ                |            |               |
| هنگ کنگ           | لیو کووک-مان                                   |                                    |            |               |
| عراق              | علی صباح، مهند قاسم                            |                                    |            | علی عبیدی     |
| سوریه             |                                                |                                    | هنا هتاب   |               |
| ژاپن              | جامپیی لیدا، هیرویوکی کیمورا، ریوجی ساتو       | جون میهارا، هیروشی یامائوچی        |            |               |
| اردن              | احمد العلی، ادهم مخادمه                        | محمد الکلاف، احمد الروئله          |            |               |
| کره جنوبی         | کیم دونگ‌جین، کو هیونگ-جین                      | کیم یونگ-ها، یون کوانگ-یئول        |            |               |
| مالزی             | محمد امیرالاِزوان یعقوب                         | محمد یسری محمد، محمد زین‌العابدین   |            |               |
| مکزیک*            | سزار آرتورو راموس                              | میگوئل هرناندز، آلبرتو مورین       |            |               |
| عمان              | احمد الکاف                                     | ابوبکر العمری، راشد الغیثی         |            |               |
| قطر               | عبدالرحمن الجاسم، خمیس الکواری، خمیس المری     | سعود المقله، طالب المری            |            |               |
| عربستان سعودی     | ترکی الخضیر                                    | محمد العبکری                       |            |               |
| سنگاپور           | محمد تقی الجعفری                               | رونی که-مین                        |            |               |
| سری‌لانکا          | هتیکمکانامگه پریرا                             | پالیتا هماتونگا                    | نیوون روبش | پریانگا پالیا |
| امارات متحده عربی | عمار الجنیبی، عبدالله حسن محمد                 | محمد الحمادی، حسن المهری           |            |               |
| ازبکستان          | روشن ایرماتوف، والنتین کوالنکو، ایلگیز تانتاشف | جهانگیر سیدوف، عبدالحمیدالله رسولف |            |               |
| قرقیزستان         |                                                | سرجی گریشچنکو                      |            |               |

1. ↑  با تصمیم کنفدراسیون فوتبال آسیا این داور پس از قضاوت ضعیف در دیدار امارات و بحرین در مرحله گروهی (افتتاحیه جام) از ادامه جام کنار گذاشته شد.
2. ↑  بعد از قضاوت ضعیف در بازی ژاپن و عمان در مرحله گروهی، مسئولان برگزاری رقابت‌ها این داور را از ادامه رقابت‌های جام ملت‌های ۲۰۱۹ آسیا محروم کردند.

## مرحلهٔ گروهی
در این مرحله هر تیم در هر گروه ۳ بازی انجام می‌داد و تیم‌های اول و دوم هر گروه به مرحله حذفی صعود می‌نمود. هم‌چنین ۴ تیم سوم برتر از بین ۶ گروه هم صعود کردند.

### معیارهای امتیازدهی
در صورتی که براساس امتیازهای کسب‌شده در هر بازی (برد ۳ امتیاز، تساوی ۱ امتیاز و باخت ۰ امتیاز) دو تیم در یک گروه امتیاز مساوی داشته باشند به ترتیب ضوابط زیر تصمیم‌گیری خواهند شد:
1. امتیازات بدست آمده در بازی‌های دوجانبه تیم‌ها؛
2. تفاضل گل در مسابقات دوجانبه؛
3. تعداد گل زده در مسابقات دوجانبه؛
4. تفاضل گل در همه مسابقات گروهی؛
5. تعداد گل‌های زده در همه مسابقات گروهی؛
6. اگر دو تیم که در تمامی معیارهای بالا برابر باشند و در آخرین مسابقه مرحلهٔ گروهی در مقابل یک‌دیگر قرار گرفتند، ضربات پنالتی تعیین‌کننده تیم صعودکننده می‌باشد؛
7. امتیاز انضباطی (کارت زرد = ۱ امتیاز منفی، کارت قرمز غیر مستقیم = ۳ امتیاز منفی، کارت قرمز مستقیم = ۳ امتیاز منفی، کارت زرد و پس از آن کارت قرمز مستقیم = ۴ امتیاز منفی)؛
8. قرعه کشی توسط کمیته برگزاری مسابقات.

### گروه A
| رتبه | تیم                   | بازی | ب | م | ش | گ‌ز | گ‌خ | ت  | ام | راه‌یابی            |
| ---- | --------------------- | ---- | - | - | - | -- | -- | -- | -- | ------------------ |
| ۱    | امارات متحدهٔ عربی (م) | ۳    | ۱ | ۲ | ۰ | ۴  | ۲  | ۲+ | ۵  | صعود به مرحله حذفی |
| ۲    | تایلند                | ۳    | ۱ | ۱ | ۱ | ۳  | ۵  | ۲– | ۴  | صعود به مرحله حذفی |
| ۳    | بحرین                 | ۳    | ۱ | ۱ | ۱ | ۲  | ۲  | ۰  | ۴  | صعود به مرحله حذفی |
| ۴    | هند                   | ۳    | ۱ | ۰ | ۲ | ۴  | ۴  | ۰  | ۳  |                    |

اولین مسابقه(ها) در ۶ ژانویه ۲۰۱۹ برگزار خواهد شد. منبع: ای‌اف سی

(م) میزبان.
| امارات متحدهٔ عربی | ۱–۱   | بحرین       |
| ----------------- | ----- | ----------- |
| خلیل ۸۸' (پنالتی) | گزارش | الرمیحی ۷۸' |

| تایلند     | ۱–۴   | هند                                               |
| ---------- | ----- | ------------------------------------------------- |
| دانگدا ۳۳' | گزارش | چتری ۲۷' (پنالتی)، ۴۶' · تاپا ۶۸' · لالپکالوا ۸۰' |

| بحرین | ۰–۱   | تایلند         |
| ----- | ----- | -------------- |
|       | گزارش | سونگکراسین ۵۸' |

| هند | ۰–۲   | امارات متحدهٔ عربی     |
| --- | ----- | --------------------- |
|     | گزارش | مبارک ۴۱' · مبخوت ۸۸' |

| امارات متحدهٔ عربی | ۱–۱   | تایلند       |
| ----------------- | ----- | ------------ |
| مبخوت ۷'          | گزارش | پوانگچان ۴۱' |

| هند | ۰–۱   | بحرین               |
| --- | ----- | ------------------- |
|     | گزارش | راشد ۱+۹۰' (پنالتی) |

### گروه B
| رتبه | تیم      | بازی | ب | م | ش | گ‌ز | گ‌خ | ت  | ام | راه‌یابی            |
| ---- | -------- | ---- | - | - | - | -- | -- | -- | -- | ------------------ |
| ۱    | اردن     | ۳    | ۲ | ۱ | ۰ | ۳  | ۰  | ۳+ | ۷  | صعود به مرحله حذفی |
| ۲    | استرالیا | ۳    | ۲ | ۰ | ۱ | ۶  | ۳  | ۳+ | ۶  | صعود به مرحله حذفی |
| ۳    | فلسطین   | ۳    | ۰ | ۲ | ۱ | ۰  | ۳  | ۳- | ۲  |                    |
| ۴    | سوریه    | ۳    | ۰ | ۱ | ۲ | ۲  | ۵  | ۳- | ۱  |                    |

اولین مسابقه(ها) در ۶ ژانویه ۲۰۱۹ برگزار خواهد شد. منبع: ای‌اف سی
| استرالیا | ۰–۱   | اردن          |
| -------- | ----- | ------------- |
|          | گزارش | بنی یاسین ۲۷' |

| سوریه | ۰–۰   | فلسطین |
| ----- | ----- | ------ |
|       | گزارش |        |

| اردن                   | ۲–۰   | سوریه |
| ---------------------- | ----- | ----- |
| التعمری ۲۶' · خطاب ۴۳' | گزارش |       |

| فلسطین | ۰–۳   | استرالیا                           |
| ------ | ----- | ---------------------------------- |
|        | گزارش | مکلارن ۱۸' · مابیل ۲۰' · جیانو ۹۰' |

| استرالیا                                  | ۳–۲   | سوریه                           |
| ----------------------------------------- | ----- | ------------------------------- |
| مابیل ۴۱' · ایکونومیدیس ۵۴' · روگیچ ۳+۹۰' | گزارش | خربین ۴۳' · السومه ۸۰' (پنالتی) |

| فلسطین | ۰–۰   | اردن |
| ------ | ----- | ---- |
|        | گزارش |      |

### گروه C
| رتبه | تیم       | بازی | ب | م | ش | گ‌ز | گ‌خ | ت  | ام | راه‌یابی            |
| ---- | --------- | ---- | - | - | - | -- | -- | -- | -- | ------------------ |
| ۱    | کرهٔ جنوبی | ۳    | ۳ | ۰ | ۰ | ۴  | ۰  | ۴+ | ۹  | صعود به مرحله حذفی |
| ۲    | چین       | ۳    | ۲ | ۰ | ۰ | ۵  | ۳  | ۲+ | ۶  | صعود به مرحله حذفی |
| ۳    | قرقیزستان | ۳    | ۱ | ۰ | ۲ | ۴  | ۴  | ۰  | ۳  | صعود به مرحله حذفی |
| ۴    | فیلیپین   | ۳    | ۰ | ۰ | ۳ | ۱  | ۷  | ۶– | ۰  |                    |

اولین مسابقه(ها) در ۷ ژانویه ۲۰۱۹ برگزار خواهد شد. منبع: ای‌اف سی
| چین                                | ۲–۱   | قرقیزستان     |
| ---------------------------------- | ----- | ------------- |
| ماتیاش ۵۰' (گل‌به‌خودی) · دابائو ۸۸' | گزارش | اسرائیلوف ۴۲' |

| کرهٔ جنوبی      | ۱–۰   | فیلیپین |
| -------------- | ----- | ------- |
| هانگ یی جو ۶۷' | گزارش |         |

| فیلیپین | ۰–۳   | چین                      |
| ------- | ----- | ------------------------ |
|         | گزارش | لی ۴۰'، ۶۶' · دابائو ۸۰' |

| قرقیزستان | ۰–۱   | کرهٔ جنوبی    |
| --------- | ----- | ------------ |
|           | گزارش | مین-جائه ۴۲' |

| کرهٔ جنوبی                                  | ۲–۰   | چین |
| ------------------------------------------ | ----- | --- |
| هانگ یی جو ۱۴' (پنالتی) · کیم مین-جائه ۵۱' | گزارش |     |

| قرقیزستان                  | ۳–۱   | فیلیپین         |
| -------------------------- | ----- | --------------- |
| ویتالیج لوکس ۲۴'، ۵۱'، ۷۷' | گزارش | استفان شروک ۸۰' |

### گروه D
| رتبه | تیم    | بازی | ب | م | ش | گ‌ز | گ‌خ | ت   | ام | راه‌یابی            |
| ---- | ------ | ---- | - | - | - | -- | -- | --- | -- | ------------------ |
| ۱    | ایران  | ۳    | ۲ | ۱ | ۰ | ۷  | ۰  | ۷+  | ۷  | صعود به مرحله حذفی |
| ۲    | عراق   | ۳    | ۲ | ۱ | ۰ | ۶  | ۲  | ۴+  | ۷  | صعود به مرحله حذفی |
| ۳    | ویتنام | ۳    | ۱ | ۰ | ۲ | ۴  | ۵  | ۱–  | ۳  | صعود به مرحله حذفی |
| ۴    | یمن    | ۳    | ۰ | ۰ | ۳ | ۰  | ۱۰ | ۱۰– | ۰  |                    |

اولین مسابقه(ها) در ۷ ژانویه ۲۰۱۹ برگزار خواهد شد. منبع: ای‌اف سی
| ایران                                             | ۵–۰   | یمن |
| ------------------------------------------------- | ----- | --- |
| طارمی ۱۲'، ۲۵' · دژآگه ۲۳' · آزمون ۵۳' · قدوس ۷۸' | گزارش |     |

| عراق                              | ۳–۲   | ویتنام                                   |
| --------------------------------- | ----- | ---------------------------------------- |
| م. علی ۳۵' · طارق ۶۰' · عدنان ۹۰' | گزارش | فائز ۲۴' (گل‌به‌خودی) · گوین کونگ پونگ ۴۲' |

| ویتنام | ۰–۲   | ایران          |
| ------ | ----- | -------------- |
|        | گزارش | آزمون ۳۸'، ۶۹' |

| عراق                            | ۳–۰   | یمن |
| ------------------------------- | ----- | --- |
| م. علی ۱۱' · رسن ۱۹' · عباس ۹۰' | گزارش |     |

| ایران | ۰–۰   | عراق |
| ----- | ----- | ---- |
|       | گزارش |      |

| ویتنام                                           | ۲–۰   | یمن |
| ------------------------------------------------ | ----- | --- |
| انگوین کوانگ‌های ۳۸' · کوئه انگوک‌های ۶۴' (پنالتی) | گزارش |     |

### گروه E
| رتبه | تیم           | بازی | ب | م | ش | گ‌ز | گ‌خ | ت   | ام | راه‌یابی            |
| ---- | ------------- | ---- | - | - | - | -- | -- | --- | -- | ------------------ |
| ۱    | قطر           | ۳    | ۳ | ۰ | ۰ | ۱۰ | ۰  | ۱۰+ | ۹  | صعود به مرحله حذفی |
| ۲    | عربستان سعودی | ۳    | ۲ | ۰ | ۱ | ۶  | ۲  | ۶+  | ۶  |                    |
| ۳    | لبنان         | ۳    | ۱ | ۰ | ۲ | ۴  | ۵  | ۱–  | ۳  |                    |
| ۴    | کرهٔ شمالی     | ۳    | ۰ | ۰ | ۳ | ۱  | ۱۴ | ۱۳– | ۰  |                    |

اولین مسابقه(ها) در ۸ ژانویه ۲۰۱۹ برگزار خواهد شد. منبع: ای‌اف سی
| عربستان سعودی                                       | ۴–۰   | کرهٔ شمالی |
| --------------------------------------------------- | ----- | --------- |
| باهبری ۲۸' · ال فتیل ۳۷' · الدوسری ۷۰' · المولد ۸۷' | گزارش |           |

| قطر                  | ۲–۰   | لبنان |
| -------------------- | ----- | ----- |
| الراوی ۶۵' · علی ۷۹' | گزارش |       |

| لبنان | ۰–۲   | عربستان سعودی            |
| ----- | ----- | ------------------------ |
|       | گزارش | المولد ۱۲' · المقهوی ۶۷' |

| کرهٔ شمالی | ۰–۶   | قطر                                        |
| --------- | ----- | ------------------------------------------ |
|           | گزارش | علی ۹'، ۱۱'، ۵۵'، ۶۰' · خوخی ۴۳' · حسن ۶۸' |

| لبنان                                   | ۴–۱   | کرهٔ شمالی      |
| --------------------------------------- | ----- | -------------- |
| معتوق ۸' · میشل ۲۷' · الحلوی ۶۵'، ۸+۹۰' | گزارش | کوانگ-ریونگ ۹' |

| عربستان سعودی | ۰–۲   | قطر            |
| ------------- | ----- | -------------- |
|               | گزارش | علی ۱+۴۵'، ۸۰' |

### گروه F
| رتبه | تیم       | بازی | ب | م | ش | گ‌ز | گ‌خ | ت  | ام | راه‌یابی            |
| ---- | --------- | ---- | - | - | - | -- | -- | -- | -- | ------------------ |
| ۱    | ژاپن      | ۳    | ۳ | ۰ | ۰ | ۶  | ۳  | ۳+ | ۹  | صعود به مرحله حذفی |
| ۲    | ازبکستان  | ۳    | ۲ | ۰ | ۱ | ۷  | ۳  | ۴+ | ۶  | صعود به مرحله حذفی |
| ۳    | عمان      | ۳    | ۱ | ۰ | ۲ | ۴  | ۴  | ۰  | ۳  | صعود به مرحله حذفی |
| ۴    | ترکمنستان | ۳    | ۰ | ۰ | ۳ | ۳  | ۱۰ | ۷– | ۰  |                    |

اولین مسابقه(ها) در ۹ ژانویه ۲۰۱۹ برگزار خواهد شد. منبع: ای‌اف سی
| ژاپن                       | ۳–۲   | ترکمنستان                       |
| -------------------------- | ----- | ------------------------------- |
| اوزاکا ۵۶'، ۶۰' · دوان ۷۱' | گزارش | امانوف ۲۶' · عطایف ۷۹' (پنالتی) |

| ازبکستان                   | ۲–۱   | عمان        |
| -------------------------- | ----- | ----------- |
| احمدوف ۳۴' · شاه‌مرادوف ۸۵' | گزارش | الغسانی ۷۲' |

| عمان | ۰–۱   | ژاپن                  |
| ---- | ----- | --------------------- |
|      | گزارش | هاراگوچی ۲۸' (پنالتی) |

| ترکمنستان | ۰–۴   | ازبکستان                                        |
| --------- | ----- | ----------------------------------------------- |
|           | گزارش | صدیقوف ۱۷' · شاه‌مرادوف ۲۴'، ۴۲' · ماشاریپوف ۴۰' |

| عمان                                       | ۳–۱   | ترکمنستان     |
| ------------------------------------------ | ----- | ------------- |
| المحیجری ۲۰' · الغسانی ۸۴' · المسلمی ۳+۹۰' | گزارش | آنادوردیف ۴۱' |

| ژاپن                   | ۲–۱   | ازبکستان      |
| ---------------------- | ----- | ------------- |
| موتو ۴۳' · شیوتانی ۵۸' | گزارش | شاه‌مرادوف ۴۰' |

### رتبه‌بندی تیم‌های مقام سوم
| رتبه | گ | تیم       | بازی | ب | م | ش | گ‌ز | گ‌خ | ت‌گ | ام     | راه‌یابی            |
| ---- | - | --------- | ---- | - | - | - | -- | -- | -- | ------ | ------------------ |
| ۱    | A | بحرین     | ۳    | ۱ | ۱ | ۱ | ۲  | ۲  | ۰  | ۴      | صعود به مرحله حذفی |
| ۲    | C | قرقیزستان | ۳    | ۱ | ۰ | ۲ | ۴  | ۴  | ۰  | ۳[الف] | صعود به مرحله حذفی |
| ۳    | F | عمان      | ۳    | ۱ | ۰ | ۲ | ۴  | ۴  | ۰  | ۳[الف] | صعود به مرحله حذفی |
| ۴    | D | ویتنام    | ۳    | ۱ | ۰ | ۲ | ۴  | ۵  | ۱– | ۳[ب]   | صعود به مرحله حذفی |
| ۵    | E | لبنان     | ۳    | ۱ | ۰ | ۲ | ۴  | ۵  | ۱– | ۳[ب]   |                    |
| ۶    | B | فلسطین    | ۳    | ۰ | ۲ | ۱ | ۰  | ۲  | ۲– | ۲      |                    |

اولین مسابقه(ها) در تاریخ ۵ ژانویه ۲۰۱۹ برگزار خواهد شد. منبع: ای‌اف‌سی

معیارهای امتیازدهی: ۱)امتیاز؛ ۲)تفاضل گل؛ ۳)گل زده؛ ۴)امتیاز انضباطی؛ ۵)قرعه‌کشی.

یادداشت:
1. ^ الف. امتیاز انضباطی: قرقیزستان ۵−، عمان ۶−.
2. ^ ب. امتیاز انضباطی: ویتنام ۵−، لبنان ۷−.

## مرحلهٔ حذفی

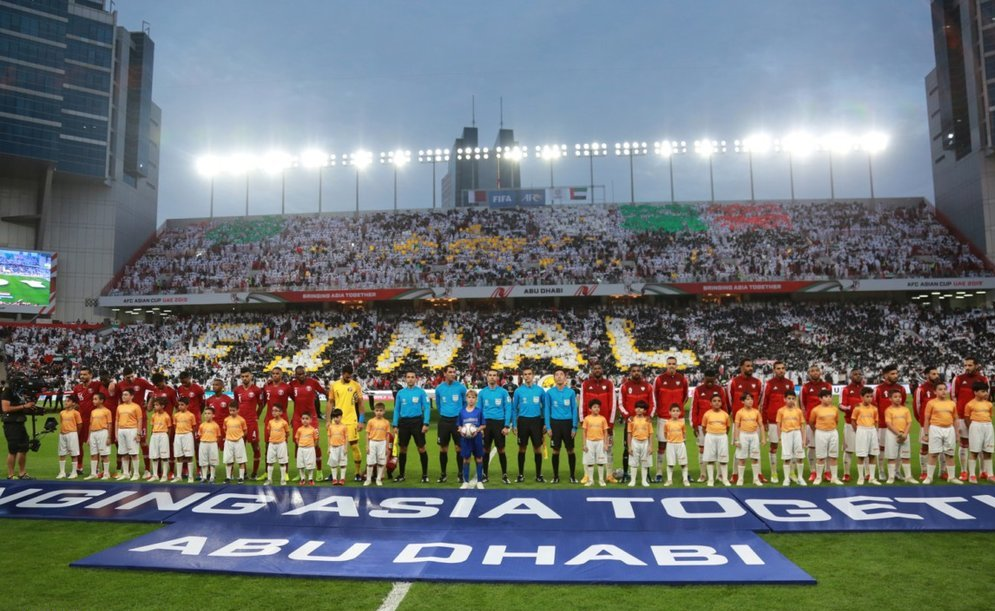
دیدار قطر و امارات در جام ملت های 2019

در این مرحله درصورت ادامه بازی به وقت اضافه تیم‌ها می‌توانند تعویض چهارم خود را انجام دهند.

### نمودار
|  | یک هشتم                      | یک هشتم                      |                            |      | یک چهارم | یک چهارم |  |  | نیمه نهایی | نیمه نهایی |  |  | نهایی | نهایی |
|  |                              |                              |                            |      |          |          |  |  |            |            |  |  |       |       |
|  | ۲۰ ژانویه – هزاع بن زاید     |                              |                            |      |          |          |  |  |            |            |  |  |       |       |
|  |                              |                              |                            |      |          |          |  |  |            |            |  |  |       |       |
|  | تایلند                       | ۱                            |                            |      |          |          |  |  |            |            |  |  |       |       |
|  | تایلند                       | ۱                            | ۲۴ ژانویه – محمد بن زاید   |      |          |          |  |  |            |            |  |  |       |       |
|  | چین                          | ۲                            |                            |      |          |          |  |  |            |            |  |  |       |       |
|  | چین                          | ۲                            | چین                        | ۰    |          |          |  |  |            |            |  |  |       |       |
|  | ۲۰ ژانویه – محمد بن زاید     |                              | چین                        | ۰    |          |          |  |  |            |            |  |  |       |       |
|  |                              | ایران                        | ۳                          |      |          |          |  |  |            |            |  |  |       |       |
|  | ایران                        | ایران                        | ۳                          | ۲    |          |          |  |  |            |            |  |  |       |       |
|  | ایران                        |                              | ۲۸ ژانویه – هزاع بن زاید   | ۲    |          |          |  |  |            |            |  |  |       |       |
|  | عمان                         | ۰                            |                            |      |          |          |  |  |            |            |  |  |       |       |
|  | عمان                         | ۰                            | ایران                      | ۰    |          |          |  |  |            |            |  |  |       |       |
|  | ۲۰ ژانویه – آل مکتوم         |                              | ایران                      | ۰    |          |          |  |  |            |            |  |  |       |       |
|  |                              | ژاپن                         | ۳                          |      |          |          |  |  |            |            |  |  |       |       |
|  | اردن                         | ژاپن                         | ۳                          | ۱(۲) |          |          |  |  |            |            |  |  |       |       |
|  | اردن                         | ۲۴ ژانویه – آل مکتوم         |                            | ۱(۲) |          |          |  |  |            |            |  |  |       |       |
|  | ویتنام (پ)                   | ۱(۴)                         |                            |      |          |          |  |  |            |            |  |  |       |       |
|  | ویتنام (پ)                   | ۱(۴)                         | ویتنام                     | ۰    |          |          |  |  |            |            |  |  |       |       |
|  | ۲۱ ژانویه – شارجه            |                              | ویتنام                     | ۰    |          |          |  |  |            |            |  |  |       |       |
|  |                              | ژاپن                         | ۱                          |      |          |          |  |  |            |            |  |  |       |       |
|  | ژاپن                         | ژاپن                         | ۱                          | ۱    |          |          |  |  |            |            |  |  |       |       |
|  | ژاپن                         |                              | ۱ فوریه – اسپورت سیتی زاید | ۱    |          |          |  |  |            |            |  |  |       |       |
|  | عربستان سعودی                | ۰                            |                            |      |          |          |  |  |            |            |  |  |       |       |
|  | عربستان سعودی                | ۰                            | ژاپن                       | ۱    |          |          |  |  |            |            |  |  |       |       |
|  | ۲۲ ژانویه – آل راشد          |                              | ژاپن                       | ۱    |          |          |  |  |            |            |  |  |       |       |
|  |                              | قطر                          | ۳                          |      |          |          |  |  |            |            |  |  |       |       |
|  | کرهٔ جنوبی (و.ا.)             | قطر                          | ۳                          | ۲    |          |          |  |  |            |            |  |  |       |       |
|  | کرهٔ جنوبی (و.ا.)             | ۲۵ ژانویه – اسپورت سیتی زاید |                            | ۲    |          |          |  |  |            |            |  |  |       |       |
|  | بحرین                        | ۱                            |                            |      |          |          |  |  |            |            |  |  |       |       |
|  | بحرین                        | ۱                            | کرهٔ جنوبی                  | ۰    |          |          |  |  |            |            |  |  |       |       |
|  | ۲۲ ژانویه – آل نهیان         |                              | کرهٔ جنوبی                  | ۰    |          |          |  |  |            |            |  |  |       |       |
|  |                              | قطر                          | ۱                          |      |          |          |  |  |            |            |  |  |       |       |
|  | قطر                          | قطر                          | ۱                          | ۱    |          |          |  |  |            |            |  |  |       |       |
|  | قطر                          |                              | ۲۹ ژانویه – محمد بن زاید   | ۱    |          |          |  |  |            |            |  |  |       |       |
|  | عراق                         | ۰                            |                            |      |          |          |  |  |            |            |  |  |       |       |
|  | عراق                         | ۰                            | قطر                        | ۴    |          |          |  |  |            |            |  |  |       |       |
|  | ۲۱ ژانویه – اسپورت سیتی زاید |                              | قطر                        | ۴    |          |          |  |  |            |            |  |  |       |       |
|  |                              | امارات متحدهٔ عربی            | ۰                          |      |          |          |  |  |            |            |  |  |       |       |
|  | امارات متحدهٔ عربی (و.ا.)     | امارات متحدهٔ عربی            | ۰                          | ۳    |          |          |  |  |            |            |  |  |       |       |
|  | امارات متحدهٔ عربی (و.ا.)     | ۲۵ ژانویه – هزاع بن زاید     |                            | ۳    |          |          |  |  |            |            |  |  |       |       |
|  | قرقیزستان                    | ۲                            |                            |      |          |          |  |  |            |            |  |  |       |       |
|  | قرقیزستان                    | ۲                            | امارات متحدهٔ عربی          | ۱    |          |          |  |  |            |            |  |  |       |       |
|  | ۲۱ ژانویه – شیخ خلیفه        |                              | امارات متحدهٔ عربی          | ۱    |          |          |  |  |            |            |  |  |       |       |
|  |                              | استرالیا                     | ۰                          |      |          |          |  |  |            |            |  |  |       |       |
|  | استرالیا (پ)                 | استرالیا                     | ۰                          | ۰(۴) |          |          |  |  |            |            |  |  |       |       |
|  | استرالیا (پ)                 |                              |                            | ۰(۴) |          |          |  |  |            |            |  |  |       |       |
|  | ازبکستان                     | ۰(۲)                         |                            |      |          |          |  |  |            |            |  |  |       |       |
|  | ازبکستان                     | ۰(۲)                         |                            |      |          |          |  |  |            |            |  |  |       |       |

### مرحلهٔ یک‌هشتم نهایی
| اردن                            | ۱–۱ (و.ا.) | ویتنام                                                   |
| ------------------------------- | ---------- | -------------------------------------------------------- |
| عبدالرحمن ۳۹'                   | گزارش      | ۵۱' کونگ پونگ                                            |
| ضربات پنالتی                    |            |                                                          |
| عبدالرحمن · فیصل · سمیر · عرسان | ۴–۲        | انگوک‌های · هانگ دانگ · ژآنگ ترانگ · مین وونگ · تینگ دانگ |

| تایلند      | ۱–۲   | چین                            |
| ----------- | ----- | ------------------------------ |
| سوپاچای ۳۱' | گزارش | ۶۷' ژائو ژی · ۷۱' (پ) گائو لین |

| ایران                      | ۲–۰   | عمان |
| -------------------------- | ----- | ---- |
| جهانبخش ۳۲' · دژاگه ۴۱‍' (پ) | گزارش |      |

| ژاپن        | ۱–۰   | عربستان سعودی |
| ----------- | ----- | ------------- |
| تومیاسو ۲۰' | گزارش |               |

| استرالیا                            | ۰–۰ (و.ا.) | ازبکستان                                 |
| ----------------------------------- | ---------- | ---------------------------------------- |
|                                     | گزارش      |                                          |
| ضربات پنالتی                        |            |                                          |
| میلیگان · بهیچ · کروز · جیانو · لکی | ۴–۲        | شکوروف · تختاخواجه‌اف · علی‌بایف · بیکمایف |

| امارات متحدهٔ عربی                            | ۳–۲ (و.ا.) | قرقیزستان                  |
| -------------------------------------------- | ---------- | -------------------------- |
| اسماعیل ۱۴' · مبخوت ۶۴' · خلیل ۱۰۳' (پنالتی) | گزارش      | ۲۶' مورزائف · ۹۰+۱' رستموف |

| کرهٔ جنوبی                           | ۲–۱ (و.ا.) | بحرین       |
| ----------------------------------- | ---------- | ----------- |
| هانگ هی چان ۴۳' · کیم جین-سو ۲+۱۰۵' | گزارش      | ۷۷' الرمیحی |

| قطر        | ۱–۰   | عراق |
| ---------- | ----- | ---- |
| الراوی ۶۲' | گزارش |      |

### مرحلهٔ یک‌چهارم نهایی
| ویتنام | ۰–۱   | ژاپن              |
| ------ | ----- | ----------------- |
|        | گزارش | ۵۶' (پنالتی) دوان |

| چین | ۰–۳   | ایران                                    |
| --- | ----- | ---------------------------------------- |
|     | گزارش | ۱۸' طارمی · ۳۱' آزمون · ۹۰+۱' انصاری فرد |

| کرهٔ جنوبی | ۰–۱   | قطر      |
| --------- | ----- | -------- |
|           | گزارش | ۷۸' حاتم |

| امارات متحدهٔ عربی | ۱–۰   | استرالیا |
| ----------------- | ----- | -------- |
| مبخوت ۶۸'         | گزارش |          |

### نیمه‌نهایی
| ایران | ۰–۳   | ژاپن                                          |
| ----- | ----- | --------------------------------------------- |
|       | گزارش | ۵۶'، ۶۷' (پ) یویا اوساکا · ۹۰+۱' تاکامو اسانو |

| قطر                                              | ۴–۰   | امارات متحدهٔ عربی |
| ------------------------------------------------ | ----- | ----------------- |
| خوخی ۲۲' · علی ۳۷' · الهیدوس ۸۰' · اسماعیل ۳+۹۰' | گزارش |                   |

### فینال
| ژاپن         | ۱–۳   | قطر                               |
| ------------ | ----- | --------------------------------- |
| مینامینو ۶۹' | گزارش | ۱۲' علی · ۲۷' حاتم · ۸۳' (پ) عفیف |

## رده‌بندی نهایی
| رتبه                           | تیم               | گ | بازی | ب | م | ب | گ‌ز | گ‌خ | ت‌گ  | امتیاز |
| ------------------------------ | ----------------- | - | ---- | - | - | - | -- | -- | --- | ------ |
| ۱                              | قطر               | E | ۷    | ۷ | ۰ | ۰ | ۱۹ | ۱  | ۱۸+ | ۲۱     |
| ۲                              | ژاپن              | F | ۷    | ۶ | ۰ | ۱ | ۱۲ | ۶  | ۶+  | ۱۸     |
| حذف شده در مرحله نیمه نهایی    |                   |   |      |   |   |   |    |    |     |        |
| ۳                              | ایران             | D | ۶    | ۴ | ۱ | ۱ | ۱۲ | ۳  | ۹+  | ۱۳     |
| ۴                              | امارات متحدهٔ عربی | A | ۶    | ۳ | ۲ | ۱ | ۸  | ۸  | ۰   | ۱۱     |
| حذف شده در مرحله یک‌چهارم نهایی |                   |   |      |   |   |   |    |    |     |        |
| ۵                              | کرهٔ جنوبی         | C | ۵    | ۴ | ۰ | ۱ | ۶  | ۲  | ۴+  | ۱۲     |
| ۶                              | چین               | C | ۵    | ۳ | ۰ | ۲ | ۷  | ۷  | ۰   | ۹      |
| ۷                              | استرالیا          | B | ۵    | ۲ | ۱ | ۲ | ۶  | ۴  | ۲+  | ۷      |
| ۸                              | ویتنام            | D | ۵    | ۱ | ۱ | ۳ | ۵  | ۷  | ۲–  | ۴      |
| حذف شده در مرحله یک‌هشتم نهایی  |                   |   |      |   |   |   |    |    |     |        |
| ۹                              | اردن              | B | ۴    | ۲ | ۲ | ۰ | ۴  | ۱  | ۳+  | ۸      |
| ۱۰                             | ازبکستان          | F | ۴    | ۲ | ۱ | ۱ | ۷  | ۳  | ۴+  | ۷      |
| ۱۱                             | عراق              | D | ۴    | ۲ | ۱ | ۱ | ۶  | ۳  | ۳+  | ۷      |
| ۱۲                             | عربستان سعودی     | E | ۴    | ۲ | ۰ | ۲ | ۶  | ۳  | ۳+  | ۶      |
| ۱۳                             | بحرین             | A | ۴    | ۱ | ۱ | ۲ | ۳  | ۴  | ۱–  | ۴      |
| ۱۴                             | تایلند            | A | ۴    | ۱ | ۱ | ۲ | ۴  | ۷  | ۳–  | ۴      |
| ۱۵                             | قرقیزستان         | C | ۴    | ۱ | ۰ | ۳ | ۶  | ۷  | ۱–  | ۳      |
| ۱۶                             | عمان              | F | ۴    | ۱ | ۰ | ۳ | ۴  | ۶  | ۲–  | ۳      |
| حذف شده در مرحله گروهی         |                   |   |      |   |   |   |    |    |     |        |
| ۱۷                             | هند               | A | ۳    | ۱ | ۰ | ۲ | ۴  | ۴  | ۰   | ۳      |
| ۱۸                             | لبنان             | E | ۳    | ۱ | ۰ | ۲ | ۴  | ۵  | ۱−  | ۳      |
| ۱۹                             | فلسطین            | B | ۳    | ۰ | ۲ | ۱ | ۰  | ۳  | ۳–  | ۲      |
| ۲۰                             | سوریه             | B | ۳    | ۰ | ۱ | ۲ | ۲  | ۵  | ۳–  | ۱      |
| ۲۱                             | فیلیپین           | C | ۳    | ۰ | ۰ | ۳ | ۱  | ۷  | ۶–  | ۰      |
| ۲۲                             | ترکمنستان         | F | ۳    | ۰ | ۰ | ۳ | ۳  | ۱۰ | ۷−  | ۰      |
| ۲۳                             | یمن               | D | ۳    | ۰ | ۰ | ۳ | ۰  | ۱۰ | ۱۰− | ۰      |
| ۲۴                             | کرهٔ شمالی         | E | ۳    | ۰ | ۰ | ۳ | ۱  | ۱۴ | ۱۳− | ۰      |

## قهرمان
| قهرمان جام ملت‌های آسیا ۲۰۱۹ |
| --------------------------- |
| قطر                         |
| قطر نخستین قهرمانی          |

## جوایز
کفش طلایی
- المعز علی

دستکش طلایی
- سعد الشیب

بهترین بازیکن
- المعز علی

تیم جوانمرد
- ژاپن

## گلزنان برتر
۱۳۰ گل  در ۵۱ مسابقه به ثمر رسیده است که به‌طور میانگین برابر است با ۲٫۵۵ گل به ازای هر مسابقه.
۹ گل
- المعز علی

۴ گل
- سردار آزمون
- یویا اوزاکا
- علی مبخوت
- الدار شاه‌مرادوف

۳ گل
- مهدی طارمی
- ویتالیج لوکس

۲ گل
- اشکان دژآگه
- احمد خلیل
- عبدالعزیز حاتم
- بسام الراوی
- بوعلام خوخی
- هلال الحلوی
- مهند علی
- یو دابائو
- وو لی
- فهد المولد
- سونیل چتری
- گنکی هاراگوچی
- ریتسو دوان
- آور مابیل
- هانگ یی جو
- کیم مین-جائه
- محسن الغسانی
- گوین کونگ پونگ
- محمد الرمیحی

۱ گل
- سامان قدوس
- علیرضا جهانبخش
- کریم انصاری‌فرد
- هانگ هی چان
- کیم جین-سو
- گائو لین
- شیائو ژی
- پاک کوانگ-ریونگ
- فلیکس میشل
- حسن معتوق
- جمال راشد
- آنیرود تاپا
- جی‌جی لالپکالوا
- کریس ایکونومیدیس
- تام روگیچ
- آپوستولوس جیانو
- جیمی مکلارن
- خلفان مبارک
- خمیس اسماعیل
- انس بنی یاسین
- بها عبدالرحمن
- موسی التعمری
- طارق خطاب
- علا عباس
- بشار رسن
- علی عدنان کاظم
- همام طارق
- تیراسیل دانگدا
- چاناتیپ سونگکراسین
- تیتیپان پوانگچان
- سوپاچای جیدد
- اهل‌الدین اسرائیلوف
- ترسون‌علی رستموف
- میرلان مورزائف
- کوئه انگوک های
- انگوین کوانگ‌های
- حسین المقهوی
- هتان باهبری
- محمد ال فتیل
- سالم الدوسری
- تاکومی مینامینو
- تسوکاسا شیوتانی
- یوشینوری موتو
- تاکهیرو تومیاسو
- ارسلان‌مراد امانوف
- احمد عطایف
- آلتی‌مراد آنادوردیف
- عبدالکریم حسن
- اکرم عفیف
- حسن الهیدوس
- حامد اسماعیل
- عادل احمدوف
- جلال‌الدین ماشاریپوف
- جواهر صدیقوف
- محمد المسلمی
- احمد المحیجری
- عمر خربین
- عمر السومه
- استفان شروک

۱ گل‌به‌خودی
- پاول ماتیاش (مقابل چین)
- علی فائز عطیه (مقابل ویتنام)

## پخش تلویزیونی
مسابقات از طریق ۸۰ کانال تلویزیونی به صورت زنده کل دنیا را پوشش خواهند داد. پیش‌بینی می‌شود حدود۸۰۰ میلیون نفر این مسابقات را تماشا نمایند. در زیر لیست کانال‌های دارای حق پخش رسمی این مسابقات آمده‌است:
| منطقه | کانال                                                              |
| --- | ------------------------------------------------------------------ |
| افغانستان                                                                                                  | شبکه لمر                                                           |
| الجزایر | EPTV                                                               |
| اتحادیه عرب                                                                                                | beIN Sports٫MBC Pro Sports                                         |
| آسیا-اقیانوسیه                                                                                             | Fox Sports Asia                                                    |
| استرالیا                                                                                                   | Fox Sports                                                         |
| کشورهای بالکان - آلبانی - بوسنی و هرزگوین - کرواسی - کوزوو - مقدونیه شمالی - مونته‌نگرو - صربستان - اسلوونی | Arena Sport                                                        |
| چین | CCTV ٫ Star Sports                                                 |
| هند | Star Sports 3 ٫ Star Sports 1 Hindi (فقط بازیهای هند و مرحلهٔ حذفی) |
| اندونزی | MNC Media                                                          |
| ایران | شبکه سه ،شبکه ورزش                                                 |
| اردن | Amman TV٫JRTV                                                      |
| ژاپن | TV Asahi, NHK BS1                                                  |
| قرقیزستان                                                                                                  | KTRK Sport                                                         |
| لبنان | Télé Liban                                                         |
| کره جنوبی                                                                                                  | JTBC, JTBC3 Fox Sports                                             |
| مراکش | SNRT                                                               |
| تاجیکستان                                                                                                  | Futbol FFT, Varzish TV                                             |
| تایلند | Channel 7                                                          |
| ترکمنستان                                                                                                  | Turkmenistan Sport                                                 |
| ازبکستان                                                                                                   | MTRK Sport                                                         |
| ویتنام | VTV, VTC                                                           |
| تونس | Télévision Tunisienne                                              |
| فیلیپین | ESPN5                                                              |
| قطر | Al Kass                                                            |

## بازار یابی

### لوگو مسابقات
لوگو رسمی این دوره از جام ملت‌های آسیا در تاریخ ۲۳ ژانویه ۲۰۱۷ در ابوظبی رونمایی شد. رنگ‌های استفاده‌شده در این لوگو از پرچم امارات متحده عربی، میزبان این مسابقات، نشات گرفته‌است.
هفت شش‌ضلعی که توسط نوارهای رنگی تشکیل شده‌است، نشان‌دهنده هفت امارت‌های امارات متحده عربی میزبان است. این الگوی مصنوعی الهام‌ گرفته از شش گوشه از هنر اسلامی، و هم‌چنین سنت قدیمی اماراتی در بافتن برگ‌های نخل، که به‌صورت محلی به عنوان سفره استفاده می‌شود، است و هم‌چنین دایره و قوس کُروی‌شکل این لوگو نماد فوتبالی آن می‌باشد.

### توپ رسمی مسابقات

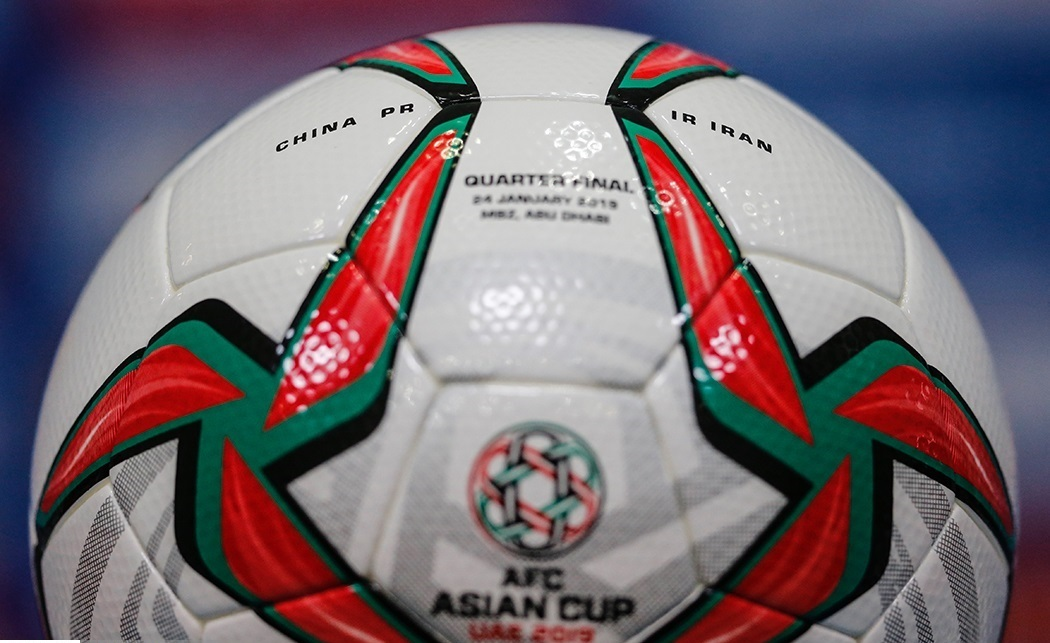

توپ رسمی بازی‌ها ترکیب رنگی ای مانند پرچم امارات متحده عربی دارد. همچنین؛ دارای قابلیت سازگار با محیط زیست است و توسط شرکت Molten Corporation هیروشیما ژاپن ارائه خواهد شد و با عنوان Molten Acentec شناخته می‌شود.

### نماد مسابقات
طی قرعه‌کشی پایانی در ۴ مِی ۲۰۱۸، از دو عروسک نماد این جام، منصور و جراح رونمایی شد؛ منصور، یک کودک فوتبالیست عرب و پر سرعت است؛ در حالی که جراح یک شاهین عربی است.

### جام

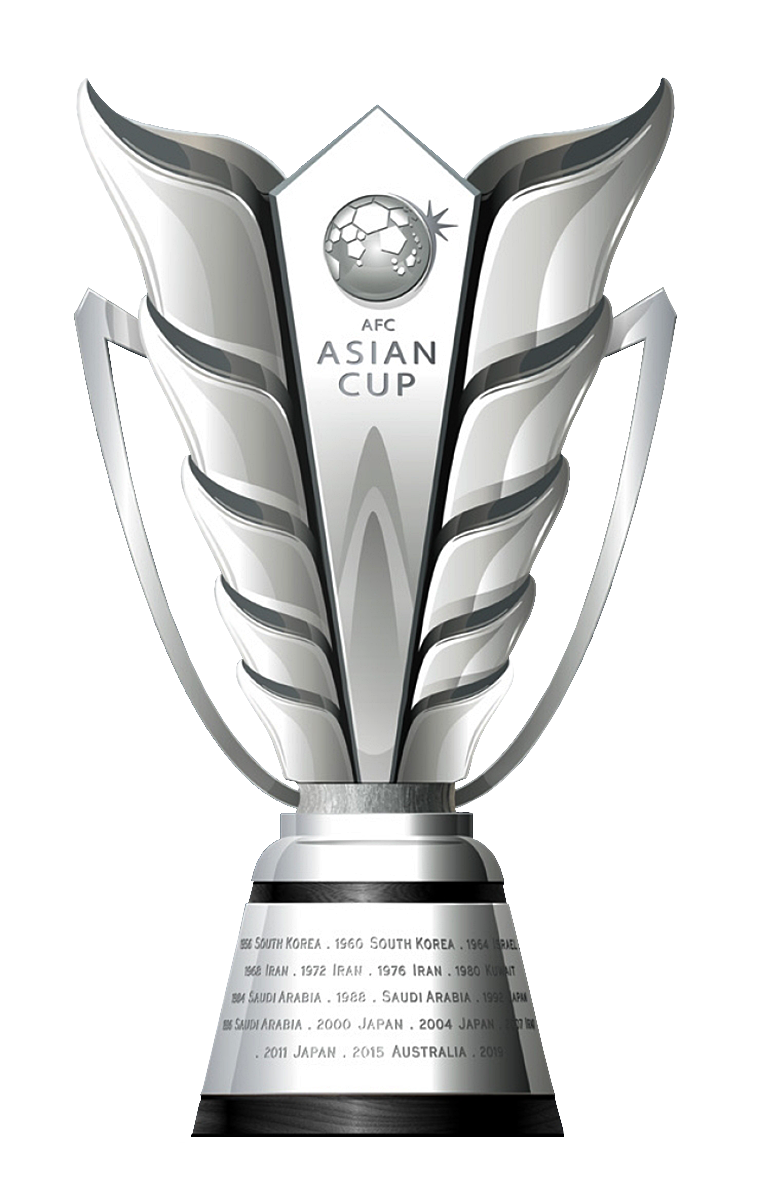
جام جدید مسابقات در سال ۲۰۱۹

جام این دوره از مسابقات توسط یک شرکت انگلیسی طراحی شد و در قرعه‌کشی پایانی از آن رونمایی شد.

### جایزه مالی
جایزه مالی این دوره از مسابقات مجموعاً ۱۴٬۸۰۰٬۰۰۰ دلار آمریکا است؛ که قهرمان مسابقات ۵ میلیون دلار، نایب‌قهرمان ۳ میلیون دلار و دو تیم حذف‌شده در نیمه‌ نهایی ۱ میلیون دلار دریافت می‌کنند؛ هر ۲۴ تیم شرکت‌کننده نیز ۲۰۰ هزار دلار دریافت خواهند کرد.